# Grohenbühl
Grohenbühl ist ein Gemeindeteil des Marktes Sparneck im Landkreis Hof (Oberfranken, Bayern). Grohenbühl liegt in der Gemarkung Sparneck.

## Geografie
Die Einöde liegt an einem namenlosen linken Zufluss der Sächsischen Saale und ist von Acker- und Grünland umgeben. Im Westen steigt das Gelände zum Schachtelberg (591 m ü. NHN) an. Eine Gemeindeverbindungsstraße führt nach Stockenroth zur Kreisstraße HO 18 (0,9 km nordwestlich) bzw. am Immershof vorbei nach Immerseiben (0,4 km südlich).

## Geschichte
Grohenbühl wurde 1771 erstmals schriftlich erwähnt.
Grohenbühl gehörte zur Realgemeinde Immerseiben. Gegen Ende des 18. Jahrhunderts bestand Grohenbühl aus einem Anwesen. Die Hochgerichtsbarkeit stand dem bayreuthischen Amt Stockenroth zu. Das Kastenamt Stockenroth war Grundherr des Gutes.
Von 1797 bis 1810 unterstand Grohenbühl dem Justiz- und Kammeramt Münchberg. Infolge des Ersten Gemeindeedikts wurde Grohenbühl dem 1812 gebildeten Steuerdistrikt Sparneck und der zugleich entstandenen Ruralgemeinde Sparneck zugeordnet.

### Einwohnerentwicklung
| Jahr      | 1799   | 1812  | 1861   | 1871   | 1885   | 1900   | 1925   | 1950   | 1961   | 1970   | 1987  |
| Einwohner | 34     | *10   | 14     | 12     | 11     | 10     | 4      | 2      | 5      | 7      | 6     |
| Häuser    | 7      | *4    |        |        | 2      | 2      | 1      | 1      | 2      |        | 2     |
| Quelle    | [ 10 ] | [ 7 ] | [ 11 ] | [ 12 ] | [ 13 ] | [ 14 ] | [ 15 ] | [ 16 ] | [ 17 ] | [ 18 ] | [ 1 ] |

## Religion
Grohenbühl ist bis heute nach St. Vitus (Sparneck) gepfarrt und evangelisch-lutherisch geprägt.